# Wamar
Wamar è una storica azienda dolciaria torinese il cui nome è l'acronimo delle iniziali del suo fondatore, il commendator Walter Marchisio.

## Storia

### Dalla fondazione al 1945
Fu fondata il 16 maggio 1922 come Società Italiana Wafers e affini di Marchisio & C.
Laboratorio artigianale di pasticceria, passò rapidamente alla produzione industriale di wafers, frollini, biscotti secchi e fette biscottate (il famoso Biscotto Salute) trasferendo negli anni Trenta la propria sede dalla via Susa a via Parella, in zona Barriera di Milano.
Il 28 ottobre 1927 la ragione sociale era mutata in Biscotti Wamar Marchisio & C.

La nuova sede andò ad occupare parte del complesso industriale del cotonificio Hofmann (che già nel 1911 impiegava 432 dipendenti).
In questi anni di grande sviluppo il complesso industriale occupava una superficie di 23.000 metri quadri raggiungendo una produzione giornaliera di 500 quintali di “prodotti da forno”.
Sul modello di sviluppo delle più avanzate realtà industriali europee ed americane, la fabbrica era dotata di un refettorio e di una sala medica, nonché di una “camera per l'allattamento” a disposizione delle lavoratrici madri, essendo in atto una campagna demografica da parte del regime fascista.
Un regime che, seppur non democratico, adottò provvedimenti normativi a favore dei lavoratori. Gli archivi dell'Istituto Luce ci forniscono immagini propagandistiche di un ambiente li lavoro ordinato, e ben organizzato (vedi Giornale Luce A1019 del 28/10/1932 https://www.youtube.com/watch?v=mnJnKar1qBE).
Dal 28 dicembre 1931 l'istituito Ispettorato Corporativo (antesignano dell'Ispettorato del Lavoro) vigilava sull'osservanza delle leggi sulla prevenzione degli infortuni, sull'attuazione di tutta la legislazione del lavoro, sulle attività previdenziali, assistenziali ed igienico-sanitarie sancite dalle recente legislazione (Legge 26 aprile 1934, n.653, sulla protezione delle donne e dei fanciulli, con precise disposizioni sul trasporto e sollevamento pesi, e il R.D. 7 agosto 1936, n. 1720, che definì i lavori per i quali era vietata l'occupazione dei fanciulli e delle donne minorenni).
I lavoratori della Wamar lavoravano 8 ore al giorno e 48 ore settimanali, come prescritto dal Regio Decreto L.19 marzo 1923, n. 692 e dopo il R.D. 28 agosto 1924, n. 1422, godettero di provvedimenti previdenziali grazie all'assicurazione obbligatoria contro l'invalidità e la vecchiaia.
Grazie anche alle commesse statali per l'esercito, la Wamar vide un ulteriore sviluppo producendo gallette militari (galletta) già durante la guerra d'Africa del 1936 ed allo scoppio della Seconda Guerra Mondiale venne ufficialmente dichiarata “fabbrica ausiliaria”. Nel 1943 impiegava 450 dipendenti, soprattutto donne, anche in ruoli tradizionalmente maschili. L'emancipazione femminile passò anche da questa presa d'atto di intercambiabilità nel mondo del lavoro.
Il 24 ottobre 1940 la ditta venne trasformata nella Biscotti Wamar S.A. (che divenne poi società per azioni nel 1948).
Lo stabilimento non fu estraneo agli scioperi generali proclamati dai lavoratori torinesi nella primavera del 1943: il 15 e 16 marzo i lavoratori della Wamar si unirono ai compagni della maggior parte delle fabbriche della città per boicottare il sistema produttivo al servizio del Regime (vedi cronologia degli scioperi http://www.istoreto.it/to38-45_industria/cronologia.htm).
Intanto i pesanti bombardamenti alleati paralizzarono completamente il sistema produttivo dell'Azienda.
Ancora oggi è possibile vedere (ma non visitare), nel cortile della fabbrica, l'ingresso, l'uscita d'emergenza ed una presa d'aria in cemento armato del rifugio antiaereo che durante i bombardamenti diede asilo sia ai dipendenti della Wamar che ai cittadini del quartiere.

### Dal 1945 al 1980
Dopo la Liberazione la ricostruzione fu rapida e, dalla seconda metà degli anni Cinquanta, la Wamar riportò a pieno regime tutte le sue capacità produttive.
La Biscotti Wamar era stata acquisita da Gerolamo Gaslini, poi dalla Fondazione Gaslini che nel 1953 figurava quale azionista di maggioranza.
Nel 1961 l'azienda iniziò la produzione di panettoni, pandori e colombe: la sua forza lavoro contava 645 unità e produceva anche per conto terzi.

### Dagli anni Ottanta ad oggi
Gli anni Ottanta rappresentarono un periodo di declino per l'Azienda che contava ancora 300 dipendenti. L'incapacità di rinnovarsi e varie vicende societarie condussero alla chiusura dello stabilimento torinese e alla installazione di una nuova fabbrica nel comune di Buccino, in provincia di Salerno, fabbrica che non iniziò mai la produzione.
La Nuova Wamar S.p.A. fallì all'inizio degli anni Novanta.
 Lo storico marchio WAMAR venne tuttavia rilevato dalla società torinese Desco S.p.A. (oggi Monviso S.r.l. di Andezeno) che dalla seconda metà degli anni Ottanta aveva raccolto il testimone della produzione del tipico Biscotto Salute assorbendo le più qualificate maestranze dell'azienda in crisi.